# New York Knicks
Els New York Knickerbockers, coneguts familiarment com a Knicks, són una franquícia professional de bàsquet de l'NBA amb seu a Nova York, i l'equip amb el pressupost més alt de la competició, estimat en uns 608 milions de dòlars. Participa en la Divisió Atlàntica de la Conferència Est de l'NBA.
Fou un dels membres fundadors de la BAA (Basketball Association of America), precedent de l'actual NBA. A més, és un dels dos únics equips que no ha canviat mai de ciutat, juntament amb els Boston Celtics. Actualment juguen a la Divisió Atlàntica de la Conferència Est, i comparteixen el seu pavelló Madison Square Garden amb els New York Rangers de l'NHL.

## Història de la franquícia
- New York Knicks (1946-present)

Els orígens de l'equip es remunten al 6 de juny de 1946, quan se li adjudica al Madison Square Garden una franquícia de la recentment creada BAA, la nova lliga de bàsquet professional dels Estats Units. El llegendari Ned Irish, que acabaria formant part del Basketball Hall of Fame, va ser un dels fundadors de l'equip.

### Primers anys (1946-1959)
El primer partit dels Knicks (i de la BAA) va ser disputat a l'1 de novembre del 1946 contra els Toronto Huskies al Maple Leaf Gardens, on els Knicks van guanyar 68-66. Van aconseguir per primera vegada les Finals de l'NBA el 1951, en una temporada marcada també per la incorporació d'un dels primers afroamericans de la lliga, Nathaniel "Sweetwater" Clifton, tot i acabar en tercera posició de la Divisió Est amb un pobre balanç de 36 victòries i 30 derrotes. Els Knicks van batre als Boston Celtics i als Syracuse Nationals en les rondes prèvies, plantant-se davant dels Rochester Royals a la final. Els Royals van guanyar els 3 primers partits, però els Knicks li van donar la volta a l'eliminatòria, empatant la sèrie a març. En el setè i definitiu partit van arribar amb el marcador empatat a 75 a falta de 40 segons quan Bob Davies, dels Royals, va anotar dos tirs lliures. Les normes en aquella època deien que en els tres últims minuts del partit, després d'un tir lliure anotat es continuaria el joc amb un salt entre dos. Els Royals van controlar la pilota anotant sobre la botzina per deixar el marcador en 79-75.
Van arribar a les finals en dos anys consecutius més. Era l'època de jugadors com Carl Braun, el gran rebotejador Harry "the Horse" Gallatin, que va establir un rècord de la franquícia en capturar 33 rebots en un partit (igualat per Willis Reed el 1971) i el base Dick McGuire, que va liderar l'equip en assistències durant 6 anys consecutius. En la resta dels anys 1950, els Knicks tindrien decents, sinó grans equips i arribarien als playoffs als anys 1955, 1956 (van perdre en un playoff jugat a un sol partit amb els Syracuse Nationals), i 1959.

### Anys difícils (1960-1969)

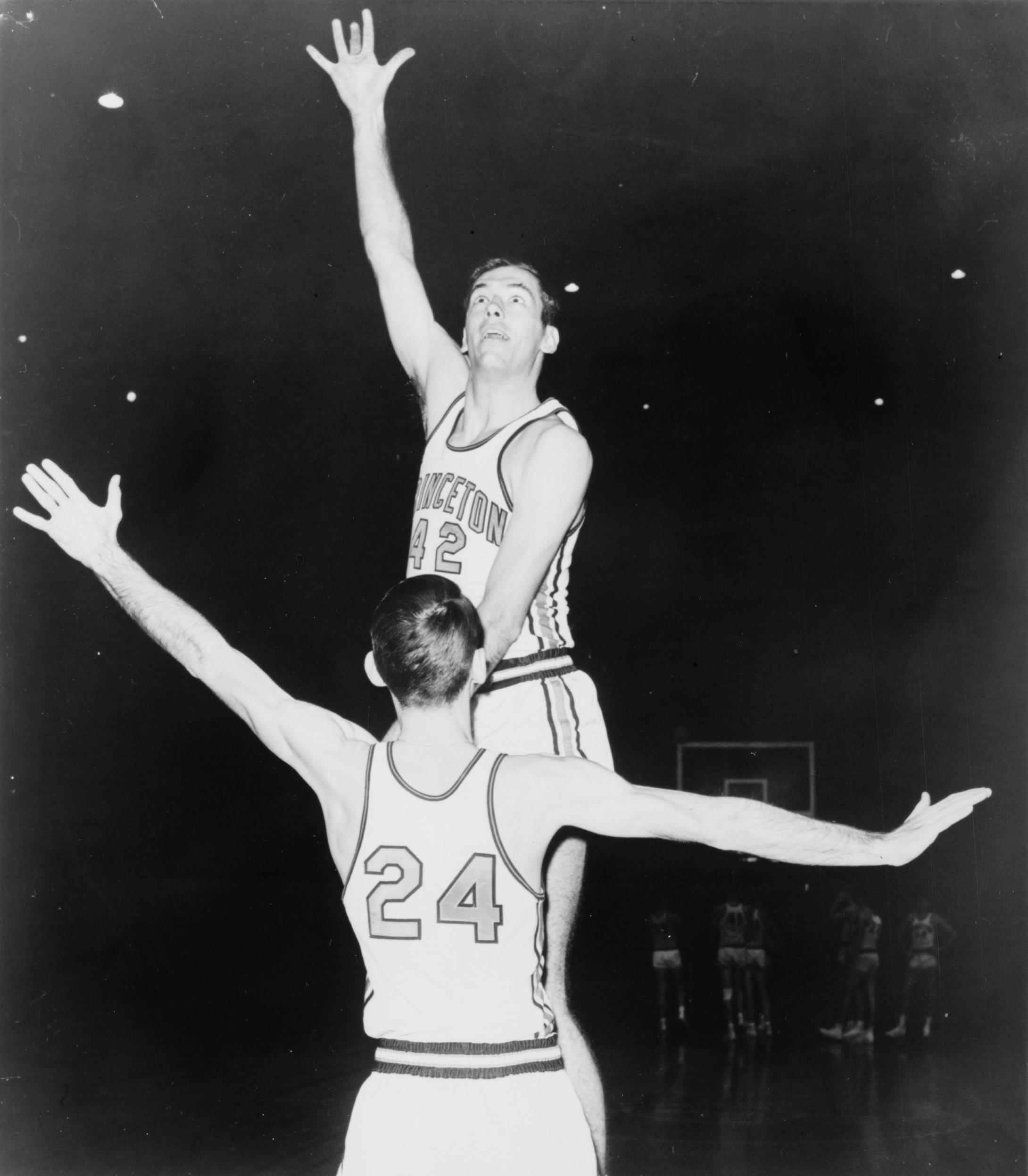
Bill Bradley, un dels grans de la història de la franquícia.

Des dels 1960-1966, els Knicks van tenir una època difícil, acabant últims a l'Est cadascun d'aquests anys. Algunes de les més grans derrotes en la seva història van ocórrer durant aquest temps. El 15 de novembre de 1960, l'estrella dels Lakers, Elgin Baylor els va endossar 72 punts, i un mes i mig després, el dia de Nadal van caure davant dels Syracuse Nationals per 162-100, la pitjor derrota de la seva història.
A la temporada 1961-62 l'equip va tornar a fallar, aconseguint tan sols 29 victòries per 51 derrotes. Tot i això, Richie Guerin va acabar l'any amb 29,5 punts per partit, una marca que seria rècord de la franquícia durant 23 anys, fins que va ser batuda per Bernard King en 1984-85. El total de punts de Guerin va ser de 2.303, un altre rècord que sobreviuria encara més, durant 30 anys, fins que va ser batut per Pat Ewing en 1989-90. Aquesta temporada es va donar un altre resultat memorable va ocórrer el 3 de març de 1962, quan Wilt Chamberlain va fixar el rècord de 100 punts anotats per un jugador en un partit, i els Warriors van guanyar el partit 169-147. Malgrat tot això, els Knicks van enviar aquest any a tres dels seus jugadors per disputar l'All-Star Game de l'NBA 1962, el mateix Guerin, Willie Naulls i Johnny Green.
Passat un temps de la mala època, es van començar a veure signes de recuperació. El 1964, els Knicks van triar a Willis Reed en el draft, qui es convertiria en el millor novell de l'any en la temporada 1964-65. El 1965 els va ser donada per l'NBA una opció extra de primera ronda en el draft per tenir el pitjor rècord de la Divisió Est (igual que San Francisco Warriors, que tenia el pitjor rècord de la lliga a l'oest) i van aprofitar l'oportunitat per seleccionar Bill Bradley i Dave Stallworth. El 1967, amb prou feines després d'haver arribat als playoffs per primera vegada des de 1959, Xarxa Holzman va ser contractat amb entrenador. Amb Holzman al capdavant, i joves jugadors com Bill Bradley i Walt "Clyde" Frazier, els Knicks van tornar a ser un equip competitiu en els playoffs de 1968. En la següent temporada, van adquirir a Dave DeBusschere, procedent de Detroit Pistons, i van finalitzar amb un rècord de 55-27. En el següent playoff, l'equip va passar la primera ronda per primera vegada des de 1953, eliminant als Baltimore Bullets en tres partits, per perdre amb els Boston Celtics a les finals de conferència.

### Arriben els títols (1970-1974)

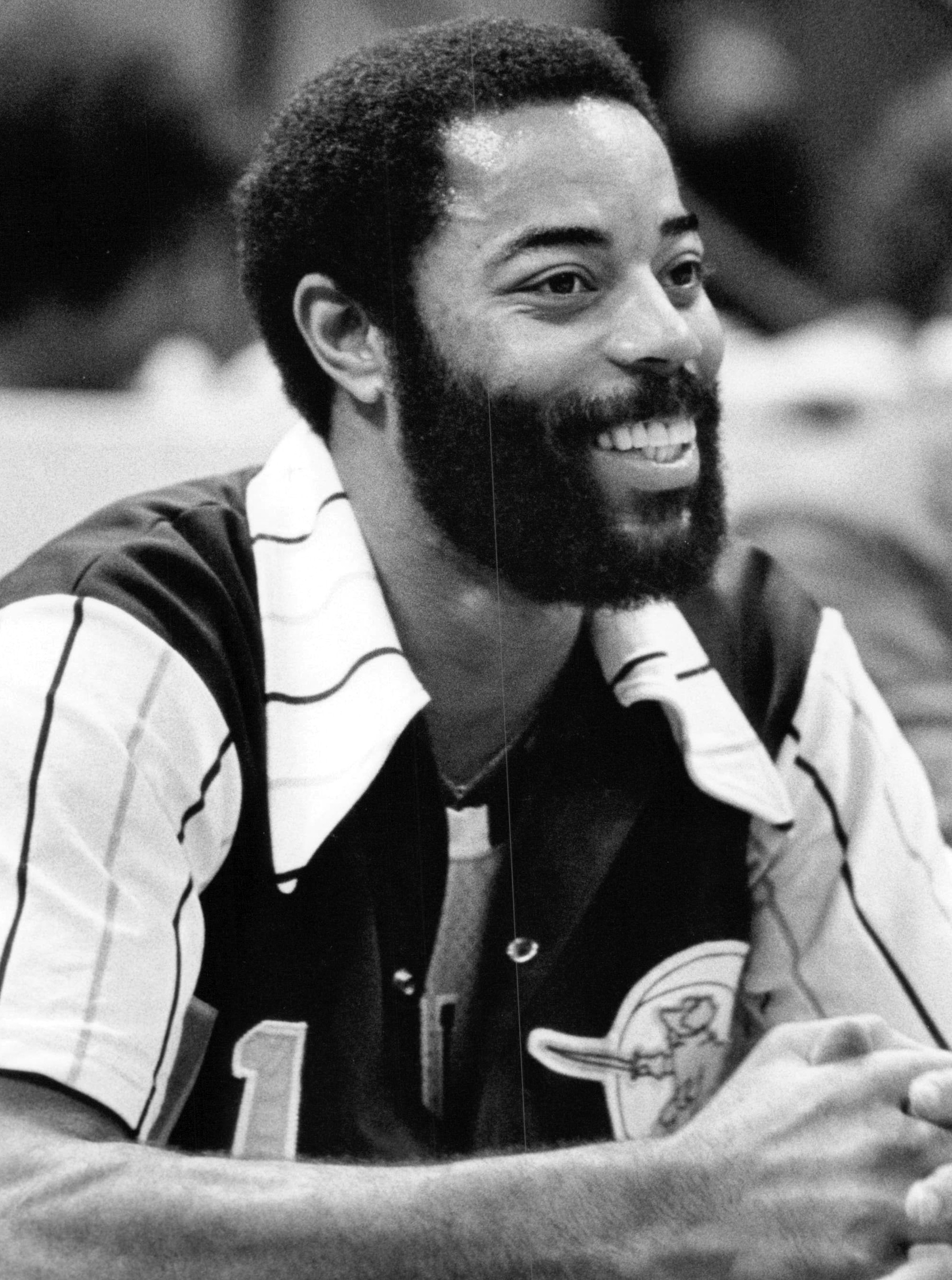
Walt Frazier, doble campió de l'NBA amb els Knicks.

Walt Frazier, doble campió de l'NBA amb els Knicks. En la temporada 1969-70, els Knicks aconseguirien un rècord de 18 victòries consecutives per finalitzar l'any 1960, la que va ser la millor temporada regular en la història de la franquícia. Després de derrotar els Bullets i als Milwaukee Bucks, que comptaven amb el pivot rookie Kareem Abdul-Jabbar en les semifinals i finals de la conferència aquest respectivament, els Knicks van vèncer als Los Angeles Lakers en set partits per obtenir el seu primer títol de l'NBA. Sense cap dubte, el moment decisiu de la sèrie va ocórrer en el setè partit, quan un lesionat Reed va entrar ranquejant a la pista just abans de l'inici del partit. Marv Albert, l'speaker de l'estadi, va descriure la situació: 
"Aquí ve Willis! El públic està eufòric! Willis passa per davant de la taula d'anotadors, pren una pilota. Els Lakers han deixat de llançar, ara estan observant Willis!" 
Willis va anotar les dues primeres cistelles del partit i després es va asseure per la resta del partit. Malgrat la seva absència durant la major part del partit, l'acte de Reed va motivar l'equip, i van guanyar el partit per 113-99. Els números de la formació inicial del 69-70 van ser retirats. Les samarretes de Frazier (núm. 10), Reed (núm. 19), DeBusschere (núm. 22), Bradley (núm. 24) i Dick Barnett (núm. 12) pengen de sostre del Madison Square Garden.
L'èxit va continuar durant els anys successius. Després de caure davant els Bullets en les finals de conferència de 1971, amb una victòria per dos punts en el setè i definitiu partit al Garden, i acompanyat per les adquisicions de Jerry Lucas i Earl "The Pearl" Monroe, van tornar a disputar les finals de 1972, sent superats pels Lakers en cinc partits. A l'any següent, el resultat s'invertiria, ja que els Knicks van derrotar els Lakers en cinc partits per guanyar el seu segon títol de l'NBA. L'equip tindria una altra bona campanya en la temporada 1973-74, aconseguint les finals de conferència, on serien vençuts en cinc partits pels Celtics. Al final aquesta temporada, Reed va anunciar la seva retirada, i el futur de l'equip no seria molt bo.

### El retorn a la realitat (1975-1984)
A la temporada 1974-75 els Knicks van tenir un rècord de 40-42, el seu primer rècord negatiu en vuit temporades. No obstant això es van classificar per als playoffs, perdent amb els Houston Rockets a la primera ronda. Després de dues temporades més amb rècords negatius, Holzman va ser reemplaçat per Reed. En el primer any de Reed com a entrenador, van finalitzar la temporada 43-39 i van aconseguir arribar fins a les semifinals de conferència, on van perdre davant dels Philadelphia 76ers. En la següent temporada, que va començar amb un rècord de 6-8, Holzman va tornar a substituir Reed com a entrenador de l'equip. L'equip no aixecaria cap a la resta de l'any, finalitzant amb un rècord de 31-51, el pitjor de les últimes tretze temporades.
Després d'aconseguir 39 victòries en la temporada 1979-80, van sumar 50 victòries en la següent temporada, aconseguint així els playoffs, on van ser derrotats pels Chicago Bulls. Holzman es va retirar en la temporada següent com un dels entrenadors més guanyadors en la història de l'NBA. Aquest any finalitzarien amb un pobre rècord de 33-49, i per primera vegada, cap jugador dels Knicks disputaria l'All-Star Game. No obstant això, el llegat de Holzman continuaria a través dels jugadors que ell havia influenciat. Un dels jugadors suplents dels Knicks durant els anys 1970 i especialista defensiu va ser Phil "Action" Jackson. Jackson guanyaria després 10 campionats com a entrenador dels Chicago Bulls (sis) i Los Angeles Lakers (quatre), superant així la major quantitat de campionats guanyats en la història de la lliga per un entrenador que posseïa Xarxa Auerbach. Jackson es va referir a Xarxa Holzman com el millor entrenador per al qual va jugar i una gran influència en la seva forma de ser com a entrenador.
Brown va reemplaçar a Holzman, i en la seva primera temporada al capdavant de l'equip, va aconseguir un rècord de 44-38 i va arribar a la segona ronda dels playoffs, on va ser eliminat pel posteriorment campió Philadelphia 76ers. La següent temporada l'equip es va veure reforçat per la incorporació de Bernard King, va tenir un rècord de 47-35 i va tornar a disputar els playoffs. Va derrotar els Detroit Pistons a la primera ronda amb una victòria a la pròrroga en el cinquè i decisiu partit, després que King va tenir una mitjana en aquests 5 partits de 41,6 punts per partit. Per caure novament en la segona ronda, aquesta vegada en set partits, davant dels Celtics. La fortuna de l'equip no seria bona en la temporada següent, perdent els últims dotze partits per assolir res més que 24 victòries. El pitjor per a l'equip va ocórrer el 23 de març de 1985, quan King es va lesionar el seu genoll per la qual cosa passaria els següents 24 mesos en rehabilitació. Alguns van suposar que la seva carrera s'acabaria a causa d'aquesta lesió, però demostraria que estaven equivocats i finalitzaria la seva carrera al final de la temporada 1986-87.

### L'era de Patrick Ewing (1985-2000)

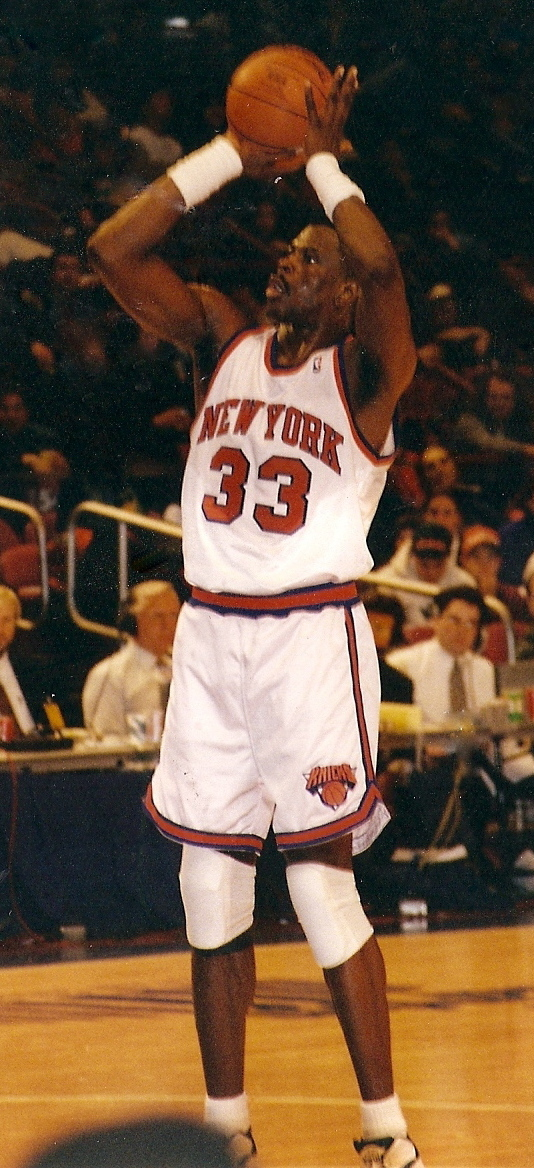
Patrick Ewing fou seleccionat en el Draft de l'NBA de 1985 pels Knicks.

Com a resultat d'una pobra temporada 1984-85, l'equip va ser inclòs en la primera loteria realitzada en el Draft de l'NBA. En aquesta va guanyar la primera selecció de primera ronda, triant el pivot estrella de la Universitat de Georgetown Patrick Ewing.
En la seva primera temporada, Ewing va ser el primer a les estadístiques dels novells en punts anotats (mitjana de 20 per partit) i rebots (mitjana de 9 per nit), amb la càrrega addicional de ser titular des del primer moment, ja que ni King, encara lesionat, ni Bill Cartwright, que va jugar només 2 partits, van poder fer res. Va guanyar el premi al millor novell de l'any, convertint-se en el primer jugador dels Knicks en rebre aquest guardó. L'equip no tindria el mateix èxit, ja que patirien un rècord negatiu durant les dues primeres temporades amb Ewing.
La sort va canviar quan en la temporada 1987-88 va ser contractat Rick Pitino com a entrenador, i la selecció del base Mark Jackson en el lloc 18 del draft. Sumat això al gran joc desenvolupat per Ewing, van arribar als playoffs, on van ser derrotats pels Celtics en primera ronda. La temporada següent va ser encara millor, a causa del traspàs del pivot reserva Bill Cartwright a canvi de l'ala-pivot dels Bulls Charles Oakley previ a l'inici de la temporada. Aquest any van aconseguir 52 victòries contra 30 derrotes, que els va valer el títol de divisió gairebé vint anys després de l'última vegada. A la primera ronda dels playoffs, van derrotar els 76ers però van caure davant dels Chicago Bulls en les semifinals de conferència.
Abans de l'inici de la temporada 1989-90, van tenir lloc un parell de canvis significatius. Pitino va deixar l'equip per dirigir a la Universitat de Kentucky, i Stu Jackson es va convertir en el nou entrenador. Amb un rècord de 45-37, l'equip va arribar als playoffs, en la primera ronda va derrotar els Celtics, però van perdre amb l'equip que seria campió de la lliga, els Detroit Pistons. El 1990-91, l'equip, va contractar a John McLeod com a entrenador al començament de l'any, va patir un rècord negatiu de 39-43 i serien eliminats en la lluita pel títol per l'equip que finalment seria el campió, els Chicago Bulls.
Sentint la necessitat de comptar amb un millor entrenador si l'equip aspirava a ser candidat al títol, el nou president Dave Checketts va contractar a Pat Riley abans del començament de la temporada 1991-92. Riley, que va guanyar quatre campionats durant els anys 80 amb Los Angeles Lakers, va inculcar al seu equip una defensa molt física i asfixiant que immediatament va donar els seus fruits. Aquesta temporada, amb el favorit de l'afició, John Starks, a les seves files, van aconseguir un rècord de 51-31, que li va arribar per empatar en el primer lloc de la Divisió Atlàntica. Després de derrotar els Pistons a la primera ronda, caurien davant dels Bulls en una sèrie molt igualada, resolta en el setè i definitiu partit.
La temporada 1992-93 va ser encara més reeixida que l'anterior. Abans del començament d'aquesta, els Knicks van traspassar a Mark Jackson i a Stanley Roberts a Los Angeles Clippers a canvi de Charles Smith, Doc Rivers, i Bo Kimble, a més d'adquirir a Rolando Blackman dels Dallas Mavericks. L'equip va guanyar el títol de divisió amb un balanç de 60 victòries i 22 derrotes. L'equip va aconseguir les finals de conferència, on s'enfrontarien novament als Chicago Bulls. Després de portar l'avantatge en els dos primers partits, van perdre la sèrie en ser derrotats en els últims quatre.
Després del que seria la primera retirada de Michael Jordan del bàsquet abans de l'inici de la temporada 1993-94, molts van veure aquesta ocasió com l'oportunitat dels Knicks d'assolir les finals de l'NBA. L'equip, que va contractar a Derek Harper dels Dallas Mavericks a mitja temporada a canvi de Tony Campbell, va obtenir novament el títol de la Divisió Atlàntica amb un rècord de 57-25. En els playoffs, l'equip va jugar 25 partits, que és un rècord de l'NBA, van guanyar als New Jersey Nets en la primera ronda i finalment van poder derrotar els Chicago Bulls en la segona ronda després de set partits. En les finals de la conferència es van enfrontar als Indiana Pacers, que portaven l'avantatge de la sèrie 3-2 al final del cinquè partit. No obstant això, els Knicks van guanyar els següents dos partits i van aconseguir el títol de la Conferència Est, que no arribaven des del 1973, i el pas a les finals de l'NBA.
Don Nelson va dirigir l'equip en la temporada 1995-96.En les finals es van disputar set partits amb baixa anotació en tots ells, entre els Knicks i els Houston Rockets. Els dos primers, celebrats a Houston, es van saldar amb una victòria per a cada equip. Però els Knicks van guanyar dos de tres partits al Madison Square Garden i van quedar a una única victòria d'aconseguir un campionat després de 21 anys de sequera. En el sisè partit, però, un llançament de John Starks en l'últim segon, que si entrava els donava el campionat va ser taponat per Hakeem Olajuwon, donant la victòria als Rockets per 86-84 i forçant un setè i definitiu partit. Els Knicks van perdre 90-84, degut en part a la baixa efectivitat de Starks, que va convertir 2 de 18 llançaments, i al rebuig per part de Riley de treure de la pista, tot i tenir a la banqueta jugadors com Rolando Blackman i Hubert Davis reconeguts ambdós com a bons tiradors.
A l'any següent, quedarien segons en la divisió amb un rècord de 55-27. Van derrotar els Cleveland Cavaliers abans d'enfrontar-se novament als Pacers a la segona ronda. Ja en el primer partit es va manifestar el caire que prendria la sèrie, quan Miller novament es convertiria en una pedra en el camí dels Knicks anotant vuit punts en els últims vuit segons per donar-li la victòria als Pacers per 107-105. La sèrie s'estendria fins al setè partit, en el qual Patrick Ewing errar l'últim intent per empatar el partit, aconseguint així la victòria els Pacers per 97-95. Riley va renunciar l'endemà, i els Knicks van contractar al senyor Nelson com el seu nou entrenador.
Jeff Van Gundy, entrenador dels Knicks entre 1995 i 2002.Durante la temporada 1995-96, Nelson va ser acomiadat quan havien transcorregut 59 partits, i, en comptes d'anar a la recerca d'un altre entrenador reconegut, van contractar a un experimentat assistent tècnic, Jeff Van Gundy, que no tenia experiència prèvia com a entrenador principal. Els canvis van començar el mes de febrer, quan Charles Smith va ser traspassat al costat del rookie Monty Williams als San Antonio Spurs a canvi de JR Reid i Brad Lohaus. Dies abans, Herb Williams i Doug Christie van ser enviats a Toronto Raptors a canvi de Willie Anderson i Victor Alexander. Els Knicks van finalitzar amb un rècord de 47-35 aquest any, i van eliminar els Cleveland Cavaliers a la primera ronda dels playoffs i després van perdre amb el que seria l'equip campió, els Chicago Bulls, en cinc partits.
A la temporada 1996-97, amb les incorporacions de jugadors com Larry Johnson i Allan Houston, van aconseguir un rècord de 57-25. En els playoffs, van escombrar als Charlotte Hornets en la primera ronda abans d'enfrontar-se als Miami Heat (dirigits per Pat Riley) en la segona. Els Knicks portaven el lideratge de la sèrie per 3-1 però una tangana al final de la cinquena trobada va concloure amb la suspensió de jugadors claus. La majoria dels jugadors suspesos dels Knicks, Ewing en particular, van ser sancionats no per haver participat en l'altercat en si mateix, sinó per violar una regla de l'NBA que estipula que un jugador que està a la banqueta no pot abandonar-la durant una baralla (la regla va ser corretgida, fent il·legal l'abandonament de l'àrea de la banqueta). Amb Ewing i Houston suspesos pel sisè partit, Johnson i Starks suspesos per al setè, i Charlie Ward suspès per a tots dos, els Knicks van perdre la sèrie.
La temporada 1997-1998 va estar marcada per la lesió que va patir al canell Ewing el 20 de desembre, per la qual es va perdre la resta de la temporada regular i la major part de la postemporada. L'equip, que havia finalitzat amb un balanç de 43-39, va derrotar els Heat a la primera ronda de la postemporada abans d'enfrontar-se novament als Pacers a la segona. Aquesta vegada, els Pacers van vèncer fàcilment en cinc partits, amb Reggie Miller encistellant una altra vegada un llançament de triple en els últims segons del quart joc per acabar amb les esperances dels aficionats dels Knicks. Per quart any consecutiu, els Knicks havien estat eliminats en la segona ronda dels playoffs.

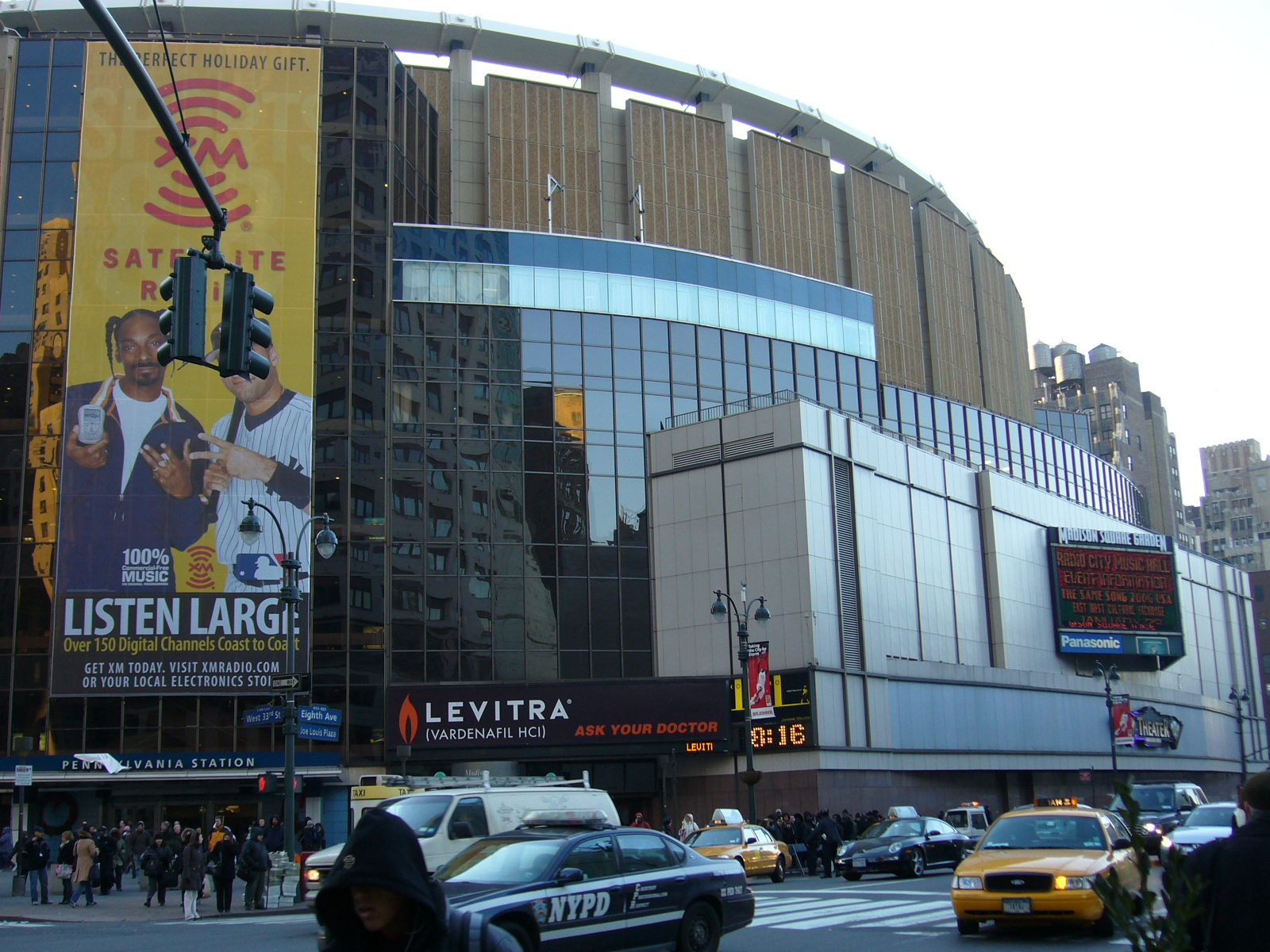
El Madison Square Garden, en la seva quarta reconstrucció, és el pavelló de l'equip des del 1968.

Abans del començament de la temporada 1998-99, que es veuria retallada en la seva durada a causa de la vaga dels jugadors, Starks va ser enviat com a part d'un traspàs als Golden State Warriors a canvi del base Latrell Sprewell, a més del canvi de Charles Oakley per Marcus Camby. Van entrar a la postemporada amb un rècord de 27-23. Van començar sorprenent al vèncer l'equip classificat en el primer lloc de la Conferència Est, els Miami Heat després que Allan Houston va encistellar un llançament faltant 8 / 10 de segon per finalitzar el cinquè i decisiu partit. Aquesta era la segona vegada que un classificat en el vuitè lloc derrotava al primer classificat en la postemporada en la història de l'NBA. Van batre als Atlanta Hawks en la segona ronda per quatre a zero i així van aconseguir el pas a les finals de conferència, on es veurien les cares novament amb els Pacers. Tot i no poder comptar amb Ewing a causa d'una lesió abans del tercer partit, els Knicks van guanyar la sèrie convertint-se en el primer equip que després d'haver accedit als playoffs en el vuitè lloc va aconseguir arribar a les finals de l'NBA. No obstant això, en les finals, els San Antonio Spurs, amb les seves estrelles David Robinson i Tim Duncan, van ser massa contra el debilitat equip dels Knicks a causa de les lesions, que van perdre en cinc partits.
La temporada 1999-2000 va ser l'última d'Ewing a Nova York, aconseguint l'equip un rècord de 50-32 i perdent en les finals de conferència davant els Pacers. Al final de la mateixa es va veure embolicat en un multitudinari traspàs amb quatre equips implicats, acabant en els Seattle SuperSonics, i l'era Ewing, que va produir moltes actuacions reeixides en la postemporada encara que cap campionat de l'NBA, va arribar a la seva fi.

### Una època de transició (2000-2008)

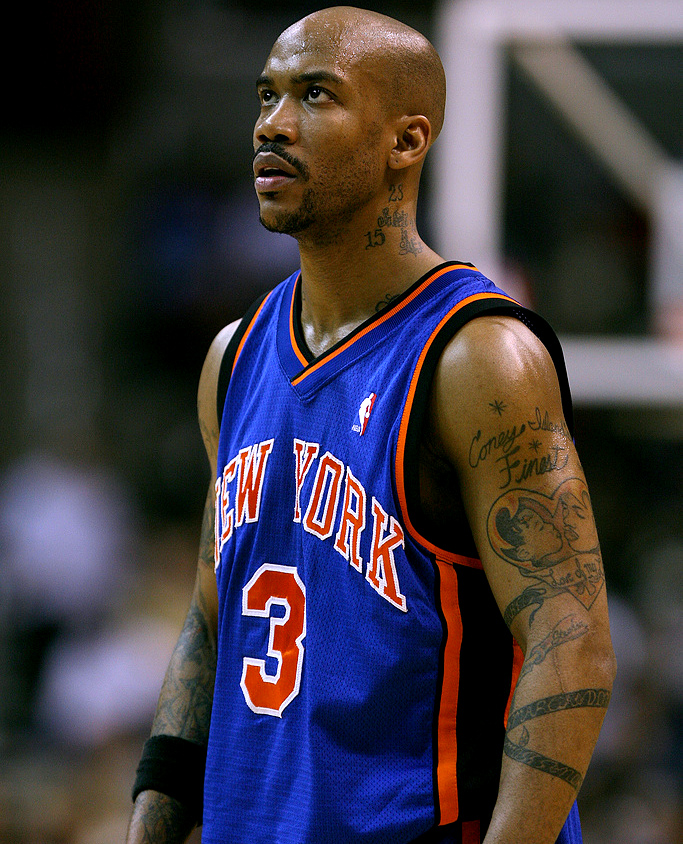
Stephon Marbury va fitxar pels Knicks al 2004 però el seu rendiment no fou l'esperat.

Tot i haver perdut Ewing, els Knicks van tenir una bona temporada regular el 2001, amb un rècord de 48-34 que li va permetre arribar als play-offs. No obstant això en aquesta etapa, van caure en cinc partits davant dels Toronto Raptors, sent la primera vegada en la dècada que no van aconseguir la segona ronda dels playoffs.
El declivi no trigaria a arribar. Després d'un inici de temporada amb un balanç de 10-9, l'equip es va veure sorprès per la sobtada renúncia de l'entrenador Jeff Van Gundy. Don Chaney va ser contractat com a nou entrenador i va portar l'equip a un balanç al final de la temporada de 1930-1952, provocant que per primera vegada des de la temporada 1986-87 no es classificaren per als playoffs.
Van intentar armar un equip competitiu en la temporada 2001-02 mitjançant una sèrie de contractacions i canvis. Entre els jugadors contractats estaven Shandon Anderson i Howard Eisley, tots dos amb voluminosos contractes a llarg termini. Aquests moviments van ser criticats per diversos analistes i aficionats de l'equip, no només perquè consideraven que aquests jugadors estaven sent sobrevalorats en relació amb les seves recents actuacions, sinó que a més ocupaven gran part del límit salarial. Es va notar una lleu millora en l'equip, però la temporada 2002-03 no va ser reeixida i novament es van quedar fora de la postemporada.
Stephon Marbury va fitxar pels Knicks el 2004 però el seu rendiment no va ser l'esperat. Després d'un començament de 15-24 en la temporada 2003-04, l'equip va entrar en una profunda transformació, tant en els seus directius com els seus jugadors. El 22 de desembre de 2003 es va produir un canvi en la presidència de l'equip, Scott Layden va abandonar el càrrec, sent substituït per Isiah Tomàs, i va contractar com a entrenador a Lenny Wilkens en lloc de Don Chaney. Al mateix temps, Thomas va realitzar un gran recanvi de jugadors, incloent la contractació del base Stephon Marbury. Es van classificar per als playoffs aquest any amb un balanç de 39-43, però van ser escombrats pels New Jersey Nets a la primera ronda.
La gestió de Thomas al capdavant dels Knicks va ser durament criticada, fitxant jugadors excessivament cars, com Stephon Marbury, Jamal Crawford, Jerome James, Malik Rose, Jalen Rose o Steve Francis, i realitzant traspassos poc beneficiosos per al seu equip, com els de Penny Hardaway, Jerome Williams o Maurice Taylor. També va tenir encerts, com les adquisicions en el draft de David Lee, Trevor Ariza (posteriorment traspassat), Nate Robinson i Wilson Chandler.
La temporada 2004-05 va ser menys reeixida que l'anterior, assolint un rècord de 33-49. Wilkens renunciar en el transcurs de la temporada, i Herb Williams va assumir com a entrenador interí per la resta d'aquesta. Durant el recés, van signar un contracte amb Larry Brown per $ 50 milions a 5 anys, amb l'esperança que els lideraria novament als playoffs, però va fracassar, i econòmicament va ser un desastre, ja que la seva indemnització va ser de 18,5 milions de dòlars.
Va ser el mateix Isiah Thomas el que es va fer càrrec de la banqueta, però les coses no van millorar. Durant el draft de 2007, Thomas va traspassar a Channing Frye i Steve Francis als Portland Trail Blazers a canvi de Zach Randolph, Fred Jones i Dan Dickau. A més, van seleccionar a Wilson Chandler en el lloc 23, van adquirir els drets de Demetris Nichols, traspassant a Deickau als Clippers a canvi de Jared Jordan. Amb tots aquests canvi, els Knicks amb prou feines van guanyar 10 partits més en la temporada 2006-07, tornant a les xifres del 2006 a l'any següent i van quedar en ambdues ocasions novament fora dels playoffs.

### Una nova era amb Mike D'Antoni (2008-2012)

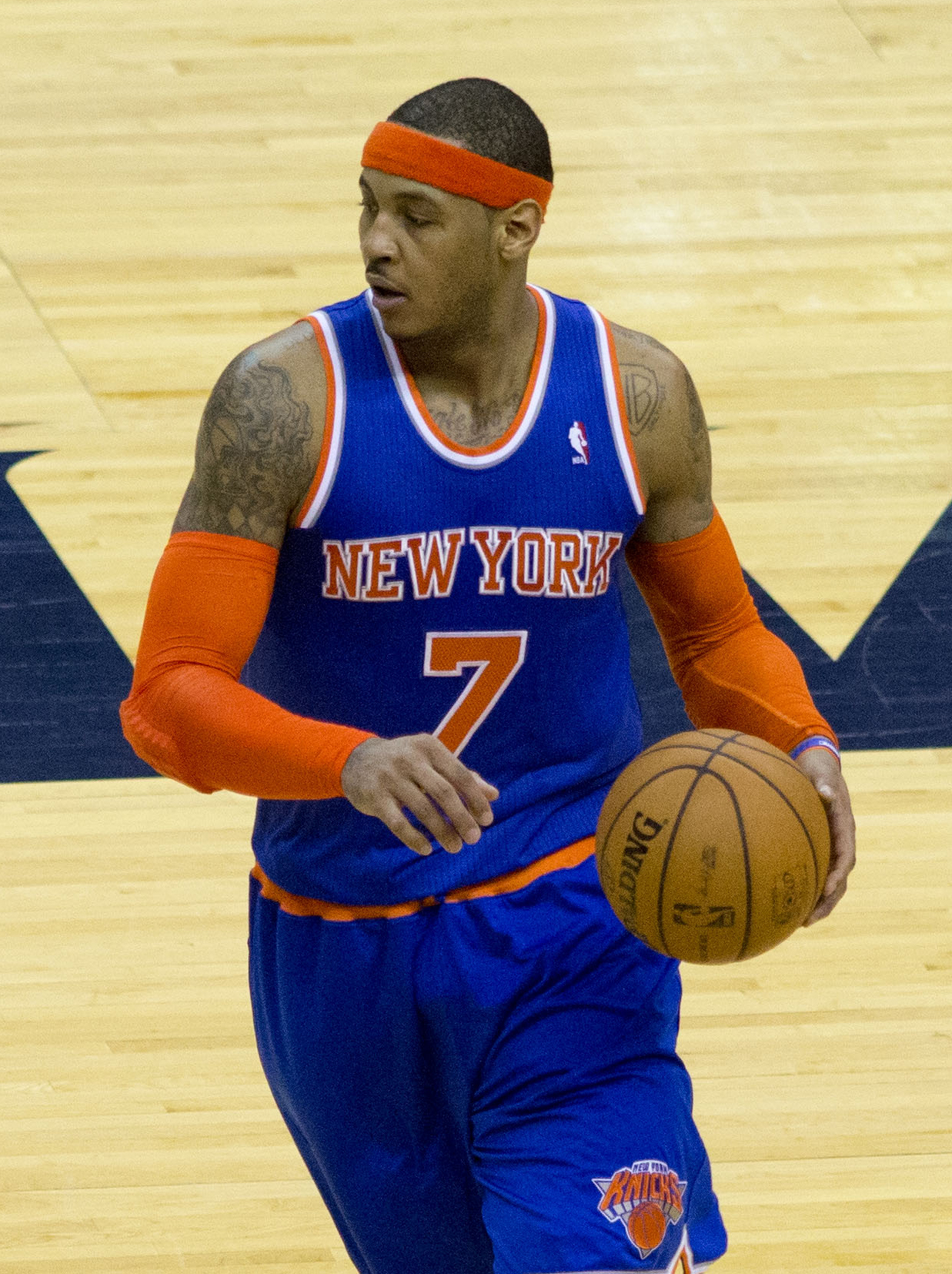
Carmelo Anthony.

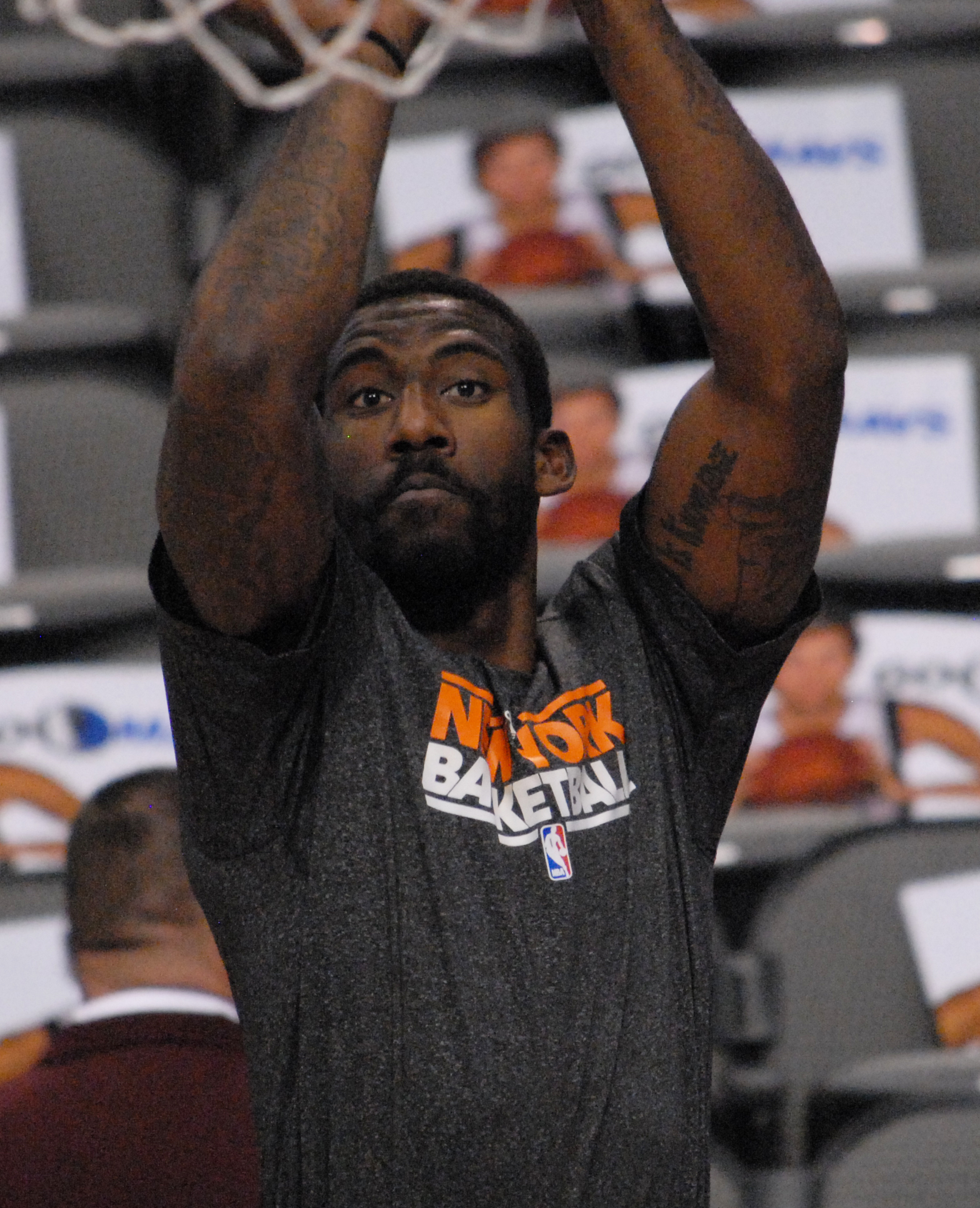
Amar'e Stoudemire.

A la primavera de 2008 es va pretendre donar un gir a la situació, nomenant general manager al novaiorquès Donnie Walsh, i contractant com a entrenador a Mike D'Antoni. Walsh tornava a Nova York després de dues dècades en els Indiana Pacers, mentre que D'Antoni arribava després de 4 temporades als Phoenix Suns amb més de 50 victòries i tres títols de la Divisió Pacífic. En el draft d'aquesta temporada, van triar a la sisena posició a l'italià Danilo Gallinari. Van signar també el veterà base Chris Duhon usant part de l'exempció del seu límit salarial. Poc després van traspassar a Jamal Crawford als Golden State Warriors a canvi d'Al Harrington i van enviar al seu millor anotador, Zach Randolph, juntament amb Mardy Collins als Los Angeles Clippers a canvi de Cuttino Mobley i Tim Thomas.
El 18 de febrer de 2010, els Knicks es van fer amb els serveis de Tracy McGrady i de Sergio Rodríguez, en un intercanvi a tres bandes que enviava a Jordan Hill, Jared Jeffries, Kevin Martin i dues rondes de draft protegides a Houston Rockets, i a Larry Hughes, Carl Landry i Joey Dorsey a Sagrament Kings. Malgrat les noves adquisicions, els Knicks es van quedar fora de playoffs per sisè any consecutiu.
Després de l'aturada del All-Star Game de la NBA 2011, els Knicks, Denver Nuggets i Minnesota Timberwolves van arribar a un acord en el qual Carmelo Anthony i Chauncey Billups recalaven en els Knicks a canvi de Timofey Mozgov, Danilo Gallinari, Wilson Chandler i Raymond Felton. Amb aquest traspàs, els Knicks aconsegueixen reunir en el seu equip a dues jugadors franquícia (Carmelo i Stoudemire) després de molts anys sense grans figures en la seva plantilla. Els Knicks van finalitzar la temporada en setena posició i amb un global de 42-40. En playoffs van ser escombrats pels Celtics en primera ronda amb un contundent 4-0.
Després del lockout de 2011 en la NBA, els Knicks es van fer amb l'hàbil defensor Tyson Chandler procedent dels vigents campions Dallas Mavericks a canvi de Andy Rautins. Per alliberar espai salarial, van enviar a Ronny Turiaf a Washington Wizards per 3 milions de dòlars. Amb la marxa com a agent lliure de Billups, els Knicks van signar pel mínim de veterà a Mike Bibby. Així mateix, es van fer amb el potent Baron Davis al desembre de 2011 i el rookie Iman Shumpert es va fer un buit en l'equip.
Els Knicks van començar la temporada 2011-12 de manera irregular, i per a febrer de 2012 portaven un global de 8-15. Aquest mes, D'Antoni li va donar l'oportunitat de la titularitat al desconegut Jeremy Lin, el qual va causar sensació des del principi i es va convertir en un fenomen mediàtic, aconseguint liderar als Knicks a causa de les lesions d'Anthony i Stoudemire. Aquest mateix mes van signar a J.R. Smith, la qual cosa, sumat a la recuperació de Carmelo, van millorar els resultats dels Knicks.

### Mike Woodson es fa càrrec de l'equip (2012-2014)
El març de 2012, i a causa dels mals resultats de l'equip, Mike D'Antoni és destituït, el seu assistent Mike Woodson és nomenat entrenador interí. La mà de Woodson es va notar immediatament, i els Knicks van fer un 18-6, aconseguint fer-se amb la setena posició de playoff i enfrontant-se a Miami Heat en primera ronda, on van ser eliminats perdent 4-1.
Per a la temporada 2012-13, Jeremy Lin, la sensació de la passada temporada, abandona els Knicks rumb a Houston Rockets, i Landry Fields es marxa a Toronto Raptors. Al seu torn, arriben lliures Raymond Felton, Ronnie Brewer i els veterans Jason Kidd i Marcus Camby, aquest en un multi-traspàs amb els Rockets. També van arribar l'argentí Pablo Prigioni directament des de Europa i Kenyon Martin com a agent lliure. De la mà de Woodson, i liderats per un esplèndid Carmelo Anthony, els Knicks finalment van fer un pas avanci aconseguint un rècord de 54-28 i acabant segons de la Conferència Aquest. En playoffs vencerien a Boston Celtics, però caurien en semifinals davant Indiana Pacers.
Per la 2013-14, els Knicks van tractar de millorar el bloc, arribant lliure el polèmic ràfec Metta World Peace dels Lakers i signant al pivot italià, número u de draft, Andrea Bargnani.

## Pavellons
- Madison Square Garden (1946-avui)

## Jugadors destacats

### Membres delBasketball Hall of Fame
- Walt Bellamy
- Bill Bradley
- Dave DeBusschere
- Walt Frazier
- Harry Gallatin
- Tom Gola
- Jerry Lucas
- Bob McAdoo
- Dick McGuire
- Earl Monroe
- Willis Reed

### Per a recordar
- Jeremy Lin
- Patrick Ewing
- Phil Jackson
- Charles Oakley
- Anthony Mason
- John Starks
- Charlie Ward
- Latrell Sprewell

### Números retirats
- 10 Walt Frazier
- 12 Dick Barnett
- 15 Earl Monroe
- 15 Dick McGuire
- 19 Willis Reed
- 22 Dave DeBusschere
- 24 Bill Bradley
- 33 Patrick Ewing

## Entrenadors i altres

### Membres delBasketball Hall of Fame
- Red Holzman
- Lenny Wilkens

### Per a recordar
- Pat Riley